# Amber Sealey
Pour les articles homonymes, voir Sealey.
Amber Sealey, née à Brighton (Angleterre), est une actrice, productrice, scénariste et réalisatrice anglo-américaine.

## Biographie
Amber Sealey naît à Brighton, en Angleterre et grandit à Santa Fe, au Nouveau-Mexique. Elle fréquente l'Université de Californie à Santa Cruz et étudie le théâtre et la danse moderne. Elle fréquente la Royal Academy of Dramatic Art et la Central School of Speech and Drama.
En 1998, elle s'installe à Londres où elle travaille avec le collectif de théâtre Shunt. En 2008, elle s'installe à Los Angeles et commence à écrire, réaliser et produire ses propres longs métrages, qui ont été projetés dans des festivals internationaux.

## Carrière
Amber Sealey est connue comme actrice dans les longs métrages The Good Night et Big Nothing et dans la série télévisée Start-up (Attachments). Elle prête également sa voix à de nombreux livres audio, dont Maintenant, c'est ma vie (How I Live Now), Penny from Heaven et le Journal d'une princesse (The Princess Diaries).
Amber Sealey réalise le long métrage A Plus D, distribué par IndiePix Films et Seed & Spark et présenté en première au Festival des films du monde de Montréal avec des critiques élogieuses. La Gazette de Montréal a déclaré : « Le cinéma vérité déchirant d'Amber Sealey… le jeu des acteurs est intrépide… Regardez ce film ! » et « Les faits et la fiction sont effacés… nerveux, angoissés, drôles… Le jeu des acteurs est étonnant… J'ai pensé à Cassavetes, Winterbottom … ».
Son deuxième film, How to Cheat, distribué par FilmBuff, est présenté en première au festival du film de Los Angeles en 2011 avec des critiques positives. Le Huffington Post a déclaré que c'était « Incroyable... hilarant à rire... Je ne peux vraiment pas parler assez haut de ce film ». IndieWire a déclaré que c'était « intrigant… défie les attentes » et « Sealey parvient à briser d'innombrables conventions, ce qui rend sa carrière digne d'être suivie »,.
No Light and No Land Anywhere, le troisième long métrage d'Amber Sealey, est présenté en première au Festival du film de Los Angeles 2016. IndieWire a déclaré : « No Light and No Land Anywhere a le potentiel de consolider davantage la réputation d'Amber Sealey comme l'une des réalisatrices les plus prometteuses d'histoires féminines travaillant aux États-Unis aujourd'hui. ».
Amber Sealey est sélectionnée pour le Directing Lab de Film Independent en 2013. Amber Sealey est également sélectionnée pour le programme Fast Track de Film Independent en 2013. Sealey est sélectionnée pour participer au programme de mentorat 2017 de Women In Film.

## Vie privée
Amber Sealey vit actuellement à Los Angeles avec son mari, Ben Thoma — qui travaille pour le Jet Propulsion Lab de la NASA, — et leurs deux enfants.

## Filmographie partielle

### Comme réalisatrice
- 2008 :  A Plus D
- 2011 :  How to Cheat
- 2016 :  No Light and No Land Anywhere
- 2019 : Voicemail for Jill d'Amanda Palmer (clip musical)
- 2019 :  How Does It Start (court métrage)
- 2021 : Inside Ted : Dans la tête du serial killer
- 2024 : Le Silence de Mélodie (Out of My Mind)
- Nod If You Understand (en pré-production)

### Comme scénariste
- 2008 :  A Plus D
- 2011 :  How to Cheat
- 2016 :  No Light and No Land Anywhere
- 2019 :  How Does It Start